# 마틀루아
마틀루아(아랍어: مطلوع)는 마그레브의 빵이다. 세몰리나로 만드는 팽창 빵이며, 알제리와 모로코 등에서 흔히 먹는다. 눌렀을 때 푹신푹신하다. "가정식 빵"이라는 뜻의 다르빵(마그레브 아랍어: خبز الدار 코브즈 엣다르[*], 표준 아랍어:  쿠브즈 앗다르[*])이나, 단순히 "빵"이라는 뜻의 코브즈(마그레브 아랍어: خبز, 표준 아랍어:  쿠브즈[*])로도 불린다.

## 종류
타진에 구운 조금 더 얇은 타진빵(마그레브 아랍어: خبز الطاجين 코브즈 엣타진[*], 표준 아랍어:  쿠브즈 앗타진[*])과, 화덕에 구운 쿠샤빵(마그레브 아랍어: خبز الكوشة 코브즈 엣쿠샤[*], 표준 아랍어:  쿠브즈 앗쿠샤[*])이 있다. 모로코에서는 "빵"이나 "가정식 빵"이 흔히 후자를 가리키며, "오븐 마틀루아"라는 뜻의 쿠샤 마틀루아(마그레브 아랍어: مطلوع الكوشة 마틀루아 엣쿠샤[*], 표준 아랍어:  마틀루아 앗쿠샤[*])로도 부른다.

## 사진

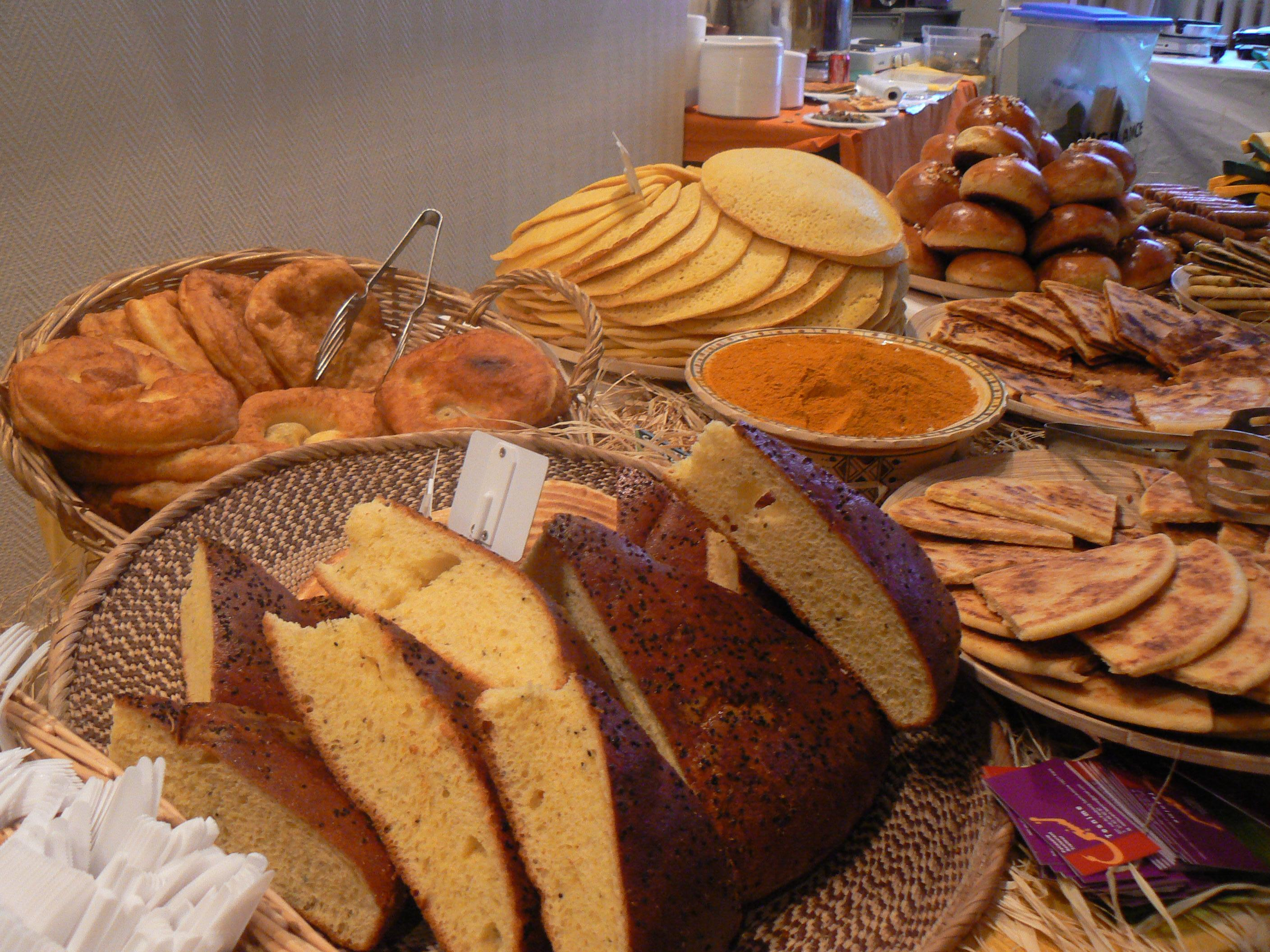
쿠샤빵
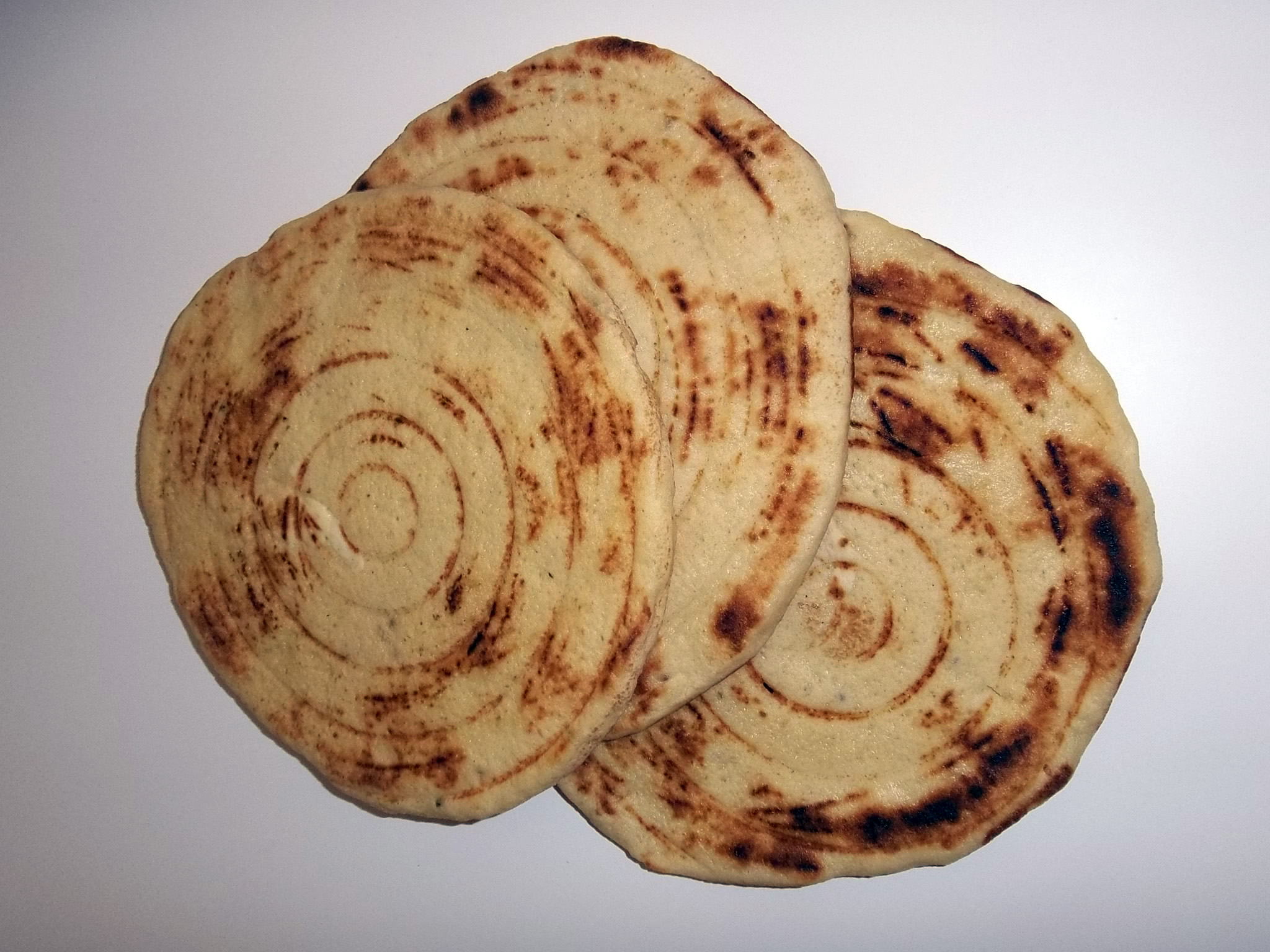
타진빵

## 같이 보기
- 쿠브즈